# 密山市
密山市（みつさん-し）は中華人民共和国黒竜江省鶏西市に位置する県級市。

## 地理
ハンカ湖の北岸域を主に密山市（中国領）が位置し、それ以外はロシア・極東連邦管区に属する沿海地方のハンカ地区（カメニ＝ルイボロフ）が西岸域を、スパースク地区（スパッスク＝ダリニー）が東岸域を、ホロリ地区（ホロリ）が南岸域に接している。

## 歴史
1908年（光緒34年）、清朝により設置された密山府を前身とする。中華民国が成立すると1913年（民国2年）に密山県と改称され、吉林省の管轄とされた。満洲国時代は広島県からの広島開拓団が入植したが、日中戦争敗北後の引揚げに際して多くの団員が犠牲となった（東安駅爆破事件）。
1945年（民国34年）に松江省、1954年に黒竜江省に移管されている。1988年に密山市に改編され現在に至る。

## 行政区画
1街道、8鎮、7郷、1民族郷を管轄：
- 街道：中心街道
- 鎮：密山鎮、連珠山鎮、当壁鎮、知一鎮、黒台鎮、興凱鎮、裴徳鎮、白魚湾鎮
- 郷：柳毛郷、楊木郷、興凱湖郷、承紫河郷、二人班郷、太平郷、富源郷
- 民族郷：和平朝鮮族郷

## 交通

### 鉄道
- 中国鉄路総公司
  - 中国鉄路ハルビン局集団公司
    - 林密線（鶏西方面）- 黒台駅（中国語版） - 連珠山駅（中国語版） - 密山西駅（中国語版） - 密山駅
    - 密東線 密山駅 - 裴徳駅（中国語版） - 興凱駅（中国語版） -（東方紅方面）

### 道路
- 高速道路
  - 建鶏高速道路
  - 依興高速道路

### 出入国検査場
- 密山口岸

## 健康・医療・衛生
- 密山市民族医院